# 8441 Lapponica
8441 Lapponica (4008 T-3) là một tiểu hành tinh vành đai chính được phát hiện ngày 16 tháng 10 năm 1977 bởi Cornelis Johannes van Houten, Ingrid van Houten-Groeneveld và Tom Gehrels ở Đài thiên văn Palomar. Tênd for Bar-tailed Godwit (Limosa lapponica) a migratory bird thuộc family Scolopacidae.